# 2,4,5-Трихлорфеноксиуксусная кислота
2,4,5-Трихлорфеноксиуксусная кислота (сокращённо 2,4,5-T) — синтетический ауксин, производное феноксиуксусной кислоты. Уже сам по себе токсичный, 2,4,5-Т в процессе производства загрязнялся следовыми количествами 2,3,7,8-тетрахлордибензодиоксина (2,3,7,8-ТХДД), канцерогеном и пестицидом с долгосрочными последствиями для окружающей среды. Во время войны во Вьетнаме применялся в качестве дефолианта.

## История
2,4,5-T попал на рынок в 1948 году. При его изготовлении происходили серьёзным аварии с выбросом диоксинов. В результате промышленной аварии на производственном заводе Монсанто в городе Нитро в 1949 году 120 работников подверглись воздействию реакционной смеси и страдали от хлоракне. Ещё одно серьезное происшествие произошло в 1952 на заводе Boehringer Ingelheim в Hamburg Moorfleet, где ещё 30 работников заболели хлоракне. В исследованиях по оптимизации синтеза 2,4,5-T в 1968 году в британской лаборатории Coalite Chemicals взорвался реакционный сосуд, убив одного работника.
Во время войны во Вьетнаме 2,4,5-Т частично в виде его изопропилового и н-бутилового эфира, использовался как активный ингредиент Агента Оранж, Агента Грин, Агента Пинк и Агента Пёрпл. В этих смесях в качестве загрязнение содержалось между 0,02 и 15 мг/кг 2,3,7,8-ТХДД, который оказался там из-за несовершенства технологии производства 2,4,5-трихлорфеноксиуксусной кислоты. Количество израсходованного во время войны во Вьетнаме 2,3,7,8-ТХДД оценивается в 166 кг.
В период с 1971 по 1974 год специализированная компания в Миссури неправильно утилизировала маслянистые остатки производства 2,4,5-Т. Вместо дальнейшей утилизации они разбрызгивали его на ипподромах, чтобы связать пыль. Лошади очень чувствительны к диоксинам, более 50 животных погибли. Остатки смеси были распрысканы на улицах Таймс-Бич. Во время наводнения 1982 года тротуары, обработанные маслянистыми остатками, смыло в дома. Население было эвакуировано, а государство выкупило значительную часть земли.

## Принцип действия и применение
2,4,5-Т, как и родственная ему 2,4-дихлорфеноксиуксусная кислота, представляют собой синтетический аналог гормонов растений из группы ауксинов. Они вызывают чрезмерно быстрый рост, который приводит к гибели растения.
В 1970-х и 1980-х годах 2,4,5-Т под торговым названием Tormona использовался против древесных растений для так называемой очистки в лесном хозяйстве. В сочетании с другими гербицидами он также применяется при выращивании зерновых культур, на пастбищах и газонах. Обычно продается в виде порошка растворимых в воде солей щелочных металлов или аммония, а также как сложные эфиры 2,4,5-T в виде концентрированных эмульсий.
В Германии использование этого гербицида запрещено с 1988 года, так же как в Австрии и Швейцарии.

## Производство
Для изготовления этого вещества тетрахлорбензол и 2,4,5-трихлорфенол при температуре около 140 °C смешивают с хлоруксусной кислотой, в результате чего образуется 2,4,5-трихлорфеноксиуксусная кислота. Если температура резко возрастет на последней стадии реакции, образуются ядовитые диоксины.

## Токсикология
2,4,5-T попадает в организм преимущественно через кожу или пищеварительный тракт. Он действует на слизистые оболочки и кожу, сильно их раздражая, причём этот эффект объясняется наличием в препарате 2,3,7,8-ТХДД. После приема внутрь общее состояние здоровья ухудшается. Вещество повреждает нервную и сердечно-сосудистую систему. У добровольцев, которые принимали 2,4,5-Т в дозах до 5 мг/кг массы тела, не обнаруживалось никаких клинических симптомов. Они сообщили лишь о металлическом привкусе во рту. В исследованиях на животных полулетальная доза (ЛД50) составила 100 мг/кг массы тела для собак, 500 мг/кг для крыс и около 800 мг/кг для мышей. В проведенных исследованиях по хронической токсичности в большинстве случаев не отслеживалось, в какой мере 2,4,5-Т был загрязнён диоксинами. В экспериментах на животных хроническое воздействие приводило к повреждению печени и почек. Допустимая суточная доза для человека была установлена на уровне 0,03 мг/кг массы тела. Предполагается, что чистая 2,4,5-трихлорфеноксиуксусная кислота не обладает тератогенными, мутагенными или канцерогенными свойствами.
В среднем 2,4,5-Т содержит около 10 миллионных долей диоксинов.

## Воздействия на окружающую среду
Соединение разлагалось в растениях после удаления остатка уксусной кислоты путем гидроксилирования бензольного кольца. Время сохранения в почве после применения 1,5 кг 2,4,5-Т на га оценивается в 2 месяца. Гербицид был классифицирован как нетоксичный для пчёл. LC50 для радужной форели для эфиров препарата была определена в 12 мг при длительности воздействия 24 часа.

## Обнаружение
Для аналитического обнаружение остатки 2,4,5-трихлорфеноксиуксусной кислоты экстрагируют хлороформом и превращают путём очистки экстракта с помощью гидрохлорида пиридина в трихлорфенол. Образовавшийся трихлорфенол можно количественно выявить колориметрически по реакции с 4-аминоантипирином и феррицианидом калия. В качестве альтернативы очищенный экстракт 2,4,5-Т может быть этерифицирован с диметилсульфатом и определён с помощью газовой хроматографии.